# Kamień (raper)
Kamień, właśc. Marcin Kamiński (ur. 21 czerwca 1976 w Poznaniu) – polski raper. Członek zespołu Nagły Atak Spawacza.

## Dyskografia
Nagły Atak Spawacza
- Rap i gwałt (1996)
- Psychedryna ’97 (1997)
- 92–97 (1997)
- Ninja Commando 5 (1998)
- Zarzyna (1999)
- Odyseja 2001 (1999)
- Hip Hop, Giwery I Bulterriery (2000)
- Podróże Na Liściu I Chmurze (2001)
- 33% G.R.A.T.I.S. (2002)
- Powrót Dżedaj (2006)

Występy gościnne
- DJ Druga Strefa – Na ulicach miasta (2004, w utworze: „Poznań”)
- Wspólna Siła – Te-RAP-ia (2007, w utworze: "Prawda nigdy nie zginie")
- Kaczmi – I tyle (2009, w utworze: "Na wspólnej")

## Filmografia
- "Poniedziałek" (1998, film fabularny, reżyseria: Witold Adamek)[2]